# 北朝鮮によるオランダ人拉致
北朝鮮によるオランダ人拉致（きたちょうせんによるオランダじんらち）は、オランダ国籍の一般市民が朝鮮民主主義人民共和国（北朝鮮）特殊機関の工作員などにより拉致・誘拐された事件および状態。深刻な人権侵害であり、オランダ王国に対する重大な主権侵害行為である。

## 証言
北朝鮮の外国人拉致被害者については、1978年1月にイギリス領香港で拉致された大韓民国の有名な女優崔銀姫が抑留生活のなかで聞いた話が彼女の手記に記録されている。それによれば、北朝鮮は外国人女性が必要だというとき、美男子で体格のよい工作員を当該国に潜入させ、場合によっては整形手術まで施すという。
また、1978年のレバノン人女性拉致事件で拉致被害にあった女性4人のうち、解放された2人のレバノン人女性は、拉致後、北朝鮮で2人のオランダ人女性、3人のフランス人女性、3人のイタリア人女性を含む合計28人とともにスパイ訓練を受けたと証言している。スパイ訓練を受けた28人には、それ以外にも中東や西ヨーロッパから連れて来られた女性が含まれており、そのことは現地レバノンのアラビア語新聞「エル・ナハル（EL NAHAR）」1979年11月9日付で報道された。ここでは、彼女たちは反抗することが不可能な状況にあったことも強調されている。
さらに、1993年に韓国に亡命した元北朝鮮工作員の安明進は「拉致は遅くとも1960年代からあったが、本格化するのは70年代中頃から」「1974年、金正日が後継者に選ばれた後まず手を伸ばしたのが資金、人材のすべてが優先的に回されている朝鮮労働党対南工作部門」「金正日は工作部門を掌握するために、1974〜75年にそれまでの工作活動を検閲し、その成果はゼロだったと批判した。そして、『工作員の現地人化教育を徹底して行え。そのために現地人を連れて来て教育にあたらせよ』という指示を出した」「金正日の指示により、日本人をはじめとして韓国人、アラブ人、中国人、ヨーロッパ人が組織的に拉致された。自分はこのことを金正日政治軍事大学で、金正日のおかげでいかに対南工作がうまくいくようになったかという例として学ばされた」と証言している。この時、安ら学生は「連れて来いというけれど、これは拉致ですか」と質問すると、教官は「当たり前だろう。自分で来るか」と語ったという。

## 拉致の背景
金日成によって後継者に指名された金正日は、1976年の対南工作部門幹部会議において、工作員の現地化教育を図ること、そのために外国人を積極的に拉致するよう指令を出したとされる。1977年、金正日は、北朝鮮の工作員たちに対し「マグジャビ」（手当たり次第）に外国人を誘拐するよう命じた。

## 現状と解決に向けた取り組み
2006年10月29日、「家族会」（北朝鮮による拉致被害者家族連絡会）の飯塚繁雄と増元照明、「救う会」（北朝鮮に拉致された日本人を救出するための全国協議会）の西岡力、島田洋一が訪米し、蘭・仏・伊各国の国連代表部員と面会して西欧人拉致被害者に関する情報を伝えた。オランダ代表部は「その話は初めて聞いた」と答えたという。日本の訪米団は、新聞などを示し、オランダからもレバノン政府に資料の提供を求めてはどうかと提案した。
外国人拉致は、相手国に対する主権侵害行為である。したがって、国際法にのっとり、原状回復すなわち拉致被害者の速やかな解放、犯人の相手国への引き渡し、公式な謝罪、被害者本人・家族に対する補償を行なわなければならない。